# Rodrigo Muñoz
Rodrigo Martín Muñoz Salomón  (født 22. januar 1982 i Montevideo, Uruguay) er en uruguayansk fodboldspiller (målmand). Han spiller hos Club Libertad i Paraguay. Tidligere har han blandt andet spillet for den uruguayanske storklub Nacional.
Muñoz har (pr. april 2018) endnu ikke debuteret Uruguays landshold. Ikke desto mindre blev han af landstræner Óscar Tabárez udtaget til den uruguayanske trup til VM 2014 i Brasilien.